# Чемпионат Ленинграда по футболу 1926 (ЛГСФК)
Первенство Ленинграда по футболу 1926  стало ХХVI и третьим, проведенным Ленинградским губернским советом по физической культуре (ЛГСФК).
Победителем впервые стала команда «Динамо»

## Организация и проведение турнира
Во втором полноценном чемпионате, проводимом ЛГСФК, были объединены 24 клуба, представлявшие районные кружки спорта (РКС) общества «Спартак» под эгидой ВЛКСМ, общество «Динамо» и ряд клубов производственных объединений и предприятий, созданных фактически спортивной секцией ЛГСПС — Ленинградского губернского совета профессиональных союзов — и находившихся под формальным руководством «Спартака».
Соревнования проводились с суммарным зачётом по результатам четырех команд клуба (так называемый «клубный зачёт») в двух соревновательных уровнях (на первом этапе) с дальнейшим разделением на четыре класса в финальном этапе — всего 96 команд 24 клубов и более 1 тысячи футболистов.
На высшем соревновательном уровне в предварительной группе классов «А» и «Б» участвовали 12 клубов
- «Красный путиловец»
- Районный спортивный кружок (РСК) «Спартак» Петроградского района, или просто «Петроградский район» — преемник клуба «Спорт», в прошлом сезоне носивший название Петроградский район «А»
- Выборгский район — преемник клуба «Унитас», ранее Выборгский район «А»
- Василеоостровский район — преемник клуба «Коломяги», ранее Петроградский район «Б»
- Центральный район — преемник клуба «Меркур», ранее Центральный район «А»
- Володарский район — в прошлом сезоне носил название «Большевик»
- «Динамо»
- «Красный выборжец»
- «Совторгслужащие»
- «Победа коммунизма» — ранее Механический завод, «Красный арсенал»
- КОР (Клуб имени Октябрьской революции)
- «Володарское» — клуб поселка им.Володарского

Турнир проходил по «системе Дюперрона» в два этапа: на предварительном 12 команд разыгрывали однокруговой турнир, по итогам которого 6 лучших команд с учётом всех набранных очков определяли победителя в ещё одном однокруговом турнире. Турнирный прогресс всех команд (в том числе и главных) определялся результатом «клубного зачёта», который формально являлся единственным официальным результатом турнира — результаты отдельных команд (в том числе и первых) принципиально не определялись и допускалось даже не проводить их заключительные матчи, если их итоги уже не могли повлиять на итог «клубного зачёта». Это привело к тому, что вызывавшее наибольший зрительский интерес первенство в главных командах было определено формально по дополнительным показателям (разности мячей) — объективное определение победителя в традиционном дополнительном матче не было предусмотрено регламентом. То же произошло и в самом «клубном зачёте» — здесь победитель почти трёхмесячных усилий восьми команд и 128 матчей, проведённых двумя главными претендентами на чемпионство, определился в итоге, после паритета в числе очков, "по меньшему числу поражений".

## Ход турнира
До начала первенства у большинства болельщиков не вызывал сомнения факт чемпионства в текущем сезоне команды Выборгского района (бывшего «Унитаса») — клуб собрал в своих рядах многих сильнейших футболистов города (из команды Петроградского района перешли Пётр Ежов, Константин Егоров и Пётр Антипов, из «Красного путиловца» — Григорий Архангельский и Андрей Мурашёв), одновременно существенно ослабив своих главных прошлогодних конкурентов. Правда, чемпионат фавориту пришлось начинать вторым составом — П.Ежов, М.Бутусов и Г.Архангельский совершали заграничную поездку в составе сборной СССР; ещё пятеро выборжцев во главе с П.Антиповым и П.Бутусовым, как иронично отметил «Красный Спорт», "... отправились гастролировать в качестве «пищевиков»". Резервисты в целом выступали неплохо, но в двух важных упорно проходивших матчах с «Красным путиловцем» (действующим чемпионом) и «Красным выборжцем» все же команда недосчиталась трёх очков. Вперёд же совершенно неожиданно вырвалась команда класса «Б» «Динамо», не имевшая в составе признанных звезд (за исключением вратаря Николая Соколова), но демонстрировавшая в каждом матче слаженную дисциплинированную игру. Динамовцы разгромили команды Петроградского (7:2) и Центрального (5:2) районов, тяжело переживающих отлучение в сборную СССР своих лидеров Павла Батырева и Петра Григорьева, «Совторгслужащих» (8:0) и прошлогодних победителей первенства путиловцев (3:0), и лишь досадная ничья на поле аутсайдера «Володарского» приостановила победную поступь нежданного лидера.
Возвращение в составы своих команд лидеров-«чемпионов» (как их тогда называли в прессе) ситуацию изменило мало — динамовцы по-прежнему шли без потерь. Лишь в 9 туре команда Василеостровского района («Коломяги») сумела наконец  обыграть их (4:3) и позволила не слишком убедительно выглядевшим в сильнейшем составе выборжцам сравняться с лидерами по очкам. В очной встрече в последнем туре первого этапа, вопреки ожиданиям, разгрома не последовало  — динамовцы продемонстрировали железную выдержку и сумели отыграть голы Г.Архангельского и М.Бутусова, сведя матч к ничьей за минуту до конца. Таким образом, после первого круга на вершине турнирной таблицы сохранилось двоевластие. Прочие недавние лидеры переживали не лучшие времена: если команде Центрального района («Меркуру») П.Григорьева удалось пройти в финал за счёт успехов в «клубном зачёте», то «Спорт» (Петроградский район) П.Батырева, потерявший целый ряд ведущих игроков, впервые в своей истории отправился в класс «Б» и занял там лишь 8-е место.
В финальном этапе выборжцы наконец начали показывать мощную игру и разгромно обыгрывать соперников (в матче с володарцами находящийся в великолепной форме М.Бутусов забил шесть мячей подряд в течение второго тайма), динамовцам матчи давались сложнее, но удача также была на их стороне. И здесь совершенно неожиданно идущая на последнем месте команда Центрального района сумела победить выборжцев со счётом 5:4 на их поле в Удельнинском парке в одном из красивейших матчей сезона, вместившем очередной «покер» М.Бутусова и два победных гола «меркурианцев», забитых в течение последних шести минут в меньшинстве сразу после удаления их центрхава Алексея Столярова. Теперь динамовцы, имея назначенный к переигровке матч с василеостровцами в запасе, получили реальные шансы на чемпионство. Даже после потери двух дисквалифицированных ведущих игроков А.Феоктистова и П.Миронычева и последовавшего вслед за этим поражения от выборжцев в очной встрече в последнем туре (1:3), в заключительном матче для получения приоритета при равенстве всех основных показателей им нужно было выиграть у своих недавних обидчиков по первому кругу с разницей в 7 мячей. На заснеженном поле 24 октября «Динамо» перевыполнило это требование вдвое (15:1), нанеся самое жестокое поражение выставившим на эту встречу по неизвестной причине игроков IV команды коломяжцам в их последнем матче в истории.
У любителей футбола такая развязка вызвала двоякие чувства — симпатии к команде, сумевшей преуспеть в безнадёжном, казалось, соперничестве с «чемпионами», сочетались с признанием неправомерности определившего победителя критерия. Однако динамовцы в дальнейшем во многом подтвердили свое право называться лучшими: сначала в традиционном так называемом «инаугурационном» матче чемпиона со сборной всех остальных клубов «Динамо» выглядело вполне достойно (4:6 с «пента-триком» М.Бутусова в составе сборной), а затем, при внезапном улучшении погодных условий, динамовцы смело приняли вызов выборжцев провести «решающий финал», в котором 14 ноября было установлено окончательное равновесие (2:2), причем сравнивать счёт пришлось на этот раз команде Выборгского района.  

### Первый круг

#### Итоговая таблица
| №  | Команды                           | 1   | 2   | 3   | 4   | 5   | 6   | 7   | 8   | 9   | 10  | 11  | 12  | В | Н | П | М       | О  | КЗ |
| -- | --------------------------------- | --- | --- | --- | --- | --- | --- | --- | --- | --- | --- | --- | --- | - | - | - | ------- | -- | -- |
| 1  | «Динамо»                          |     | 3:3 | 5:4 | 3:0 | 3:4 | 5:2 | 5:2 | 7:2 | 8:0 | 5:1 | 3:1 | 2:2 | 8 | 2 | 1 | 49 — 21 | 18 | 60 |
| 2  | Выборгский район «Унитас»         | 3:3 |     | 2:0 | 3:4 | 2:1 | 3:3 | 6:1 | 6:2 | 6:3 | 6:0 | 4:2 | 4:0 | 8 | 2 | 1 | 45 — 19 | 18 | 66 |
| 3  | Володарский район «Большевик»     | 4:5 | 0:2 |     | 3:1 | 5:1 | 6:2 | 1:1 | 3:1 | 3:3 | 5:1 | 4:1 | 2:1 | 7 | 2 | 2 | 36 — 19 | 16 | 54 |
| 4  | «Красный путиловец»               | 0:3 | 4:3 | 1:3 |     | 2:2 | 2:3 | 4:2 | 5:1 | 2:2 | 3:2 | 7:4 | 4:0 | 6 | 2 | 3 | 34 — 25 | 14 | 58 |
| 5  | Василеостровский район «Коломяги» | 4:3 | 1:2 | 1:5 | 2:2 |     | 3:3 | 1:0 | 7:2 | 3:0 | 2:4 | 2:1 | 2:1 | 6 | 2 | 3 | 28 — 23 | 14 | 47 |
| 6  | «Красный выборжец»                | 2:5 | 3:3 | 2:6 | 3:2 | 3:3 |     | 2:3 | 2:1 | 6:2 | 2:1 | 6:1 | 5:0 | 6 | 2 | 3 | 36 — 27 | 12 | 35 |
| 7  | Центральный район «Меркур»        | 2:5 | 1:6 | 1:1 | 2:4 | 0:1 | 3:2 |     | 0:1 | 3:1 | 3:2 | 7:1 | 6:0 | 5 | 1 | 5 | 28 — 24 | 11 | 61 |
| 8  | Петроградский район «Спорт»       | 2:7 | 2:6 | 1:3 | 1:5 | 2:7 | 1:2 | 1:0 |     | 2:0 | 5:2 | 2:2 | 5:2 | 4 | 1 | 6 | 24 — 36 | 9  | 45 |
| 9  | «Совторгслужащие»                 | 0:8 | 3:6 | 3:3 | 2:2 | 0:3 | 2:6 | 1:3 | 0:2 |     | 5:4 | 2:1 | 0:0 | 2 | 3 | 6 | 18 — 38 | 7  | 22 |
| 10 | КОР                               | 1:5 | 0:6 | 1:5 | 2:3 | 4:2 | 1:2 | 2:3 | 2:5 | 4:5 |     | 1:2 | 7:3 | 2 | 0 | 9 | 25 — 41 | 4  | 27 |
| 11 | «Победа коммунизма»               | 1:3 | 2:4 | 1:4 | 4:7 | 1:2 | 1:6 | 1:7 | 2:2 | 1:2 | 2:1 |     | 4:3 | 2 | 1 | 8 | 20 — 41 | 3  | 23 |
| 12 | «Володарское»                     | 2:2 | 0:4 | 1:2 | 0:4 | 1:2 | 0:5 | 0:6 | 2:5 | 0:0 | 3:7 | 3:4 |     | 0 | 2 | 9 | 12 — 41 | 0  | 9  |

#### Матчи
| 1 авг | Володарский район | 6:2 | «Красный выборжец» | Поле «Красного выборжца» |
|       |                   |     |                    | Судья: Е.Михельсон       |

| 1 авг | Петроградский район | 1:0 | Центральный район | Таврический сад |
|       | - Горелкин          |     |                   | Судья: А.Черный |

| 1 авг | Выборгский район | 6:3 | «Совторгслужащие» | Удельнинский парк |
|       |                  |     |                   | Судья: Л.Матвеев  |

| 1 авг | Василеостровский район | 2:1 | «Победа коммунизма» |                |
|       |                        |     |                     | Судья: Баранов |

| 13 авг | «Динамо» | 2:2 | «Володарское» |                  |
|        |          |     |               | Судья: К.Мелихов |

| 27 авг | «Красный путиловец» | 3:2 | КОР |  |

| 4 авг | Володарский район | 1:1 | Центральный район | Поле Володарского района |
|       |                   |     |                   | Судья: В.Бутусов         |

| 4 авг | «Динамо» | 7:2 | Петроградский район | Поле Петроградского района |
|       |          |     |                     | Судья: Г.Фепонов           |

| 4 авг | Василеостровский район | 3:3 | «Красный выборжец» |                  |
|       | - Кусков ~85′          |     |                    | Судья: Б.Малинин |

| 4 авг | «Володарское» | 0:0 | «Совторгслужащие» | Поле Центрального района |
|       |               |     |                   | Судья: В.Варзар          |

| 4 авг | «Победа коммунизма» | 2:1 | КОР | «Динамо»       |
|       |                     |     |     | Судья: Баранов |

| 4 авг | «Красный путиловец» | 4:3 | Выборгский район | Удельнинский парк |
|       |                     |     |                  | Судья: М.Окунь    |

| 8 авг                                               | «Динамо»    | 5:2 | Центральный район | «Динамо»         |
|                                                     | - Миронычев |     |                   | Судья: Г.Фепонов |
| «Динамо»: Н.Соколов - ... Феоктистов, Миронычев ... |             |     |                   |                  |

| 8 авг | Володарский район      | 5:1 | Василеостровский район | Поле Володарского района |
|       | - И.Столяров - Кононов |     |                        | Судья: К.Мелихов         |

| 8 авг | Петроградский район | 2:0 | «Совторгслужащие» | Поле «Совторгслужащих» |
|       |                     |     |                   | Судья: Баранов         |

| 8 авг | «Красный выборжец» | 2:1 | КОР | Поле КОР         |
|       |                    |     |     | Судья: В.Бутусов |

| 8 авг | «Красный путиловец» | 4:0 | «Володарское» |                 |
|       |                     |     |               | Судья: А.Черный |

| 8 авг | Выборгский район | 4:2 | «Победа коммунизма» | Удельнинский парк |
|       |                  |     |                     | Судья: В.Быстров  |

| 11 авг | «Динамо» | 8:0 | «Совторгслужащие» | «Динамо»         |
|        |          |     |                   | Судья: Евдокимов |

| 11 авг | Василеостровский район | 1:0 | Центральный район | Таврический сад |
|        | - Румянцев             |     |                   | Судья: А.Черный |

| 11 авг | Володарский район | 5:1 | КОР | Поле Володарского района |
|        |                   |     |     | Судья: Б.Малинин         |

| 11 авг | «Красный путиловец» | 5:1 | Петроградский район | Поле «Красного путиловца» |
|        |                     |     |                     | Судья: В.Быстров          |

| 11 авг | «Красный выборжец» | 3:3 | Выборгский район | Поле «Красного выборжца» |
|        |                    |     |                  | Судья: Г.Фепонов         |

| 11 авг | «Победа коммунизма» | 4:3 | «Володарское» | Удельнинский парк |
|        |                     |     |               | Судья: К.Мелихов  |

| 15 авг | Центральный район | 3:1 | «Совторгслужащие» | Поле «Совторгслужащих» |
|        |                   |     |                   | Судья: Г.Фепонов       |

| 15 авг | КОР | 4:2 | Василеостровский район | Поле КОР         |
|        |     |     |                        | Судья: Б.Малинин |

| 15 авг | «Динамо»     | 3:0 | «Красный путиловец» | «Динамо»         |
|        | - А.Богданов |     |                     | Судья: В.Бутусов |

| 15 авг | Выборгский район | 2:0 | Володарский район | Удельнинский парк |
|        |                  |     |                   | Судья: А.Черный   |

| 15 авг | «Победа коммунизма» | 2:2 | Петроградский район | Поле «Красного выборжца» |
|        |                     |     | - Колотушкин        | Судья: К.Мелихов         |

| 15 авг | «Красный выборжец» | 5:0 | «Володарское» |                  |
|        |                    |     |               | Судья: Евдокимов |

| 18 авг | Центральный район | 3:2 | КОР | Таврический сад |
|        |                   |     |     | Судья: Баранов  |

| 18 авг | «Красный путиловец» | 2:2 | «Совторгслужащие» | Поле «Красного путиловца» |
|        |                     |     |                   | Судья: Евдокимов          |

| 18 авг | Выборгский район | 2:1 | Василеостровский район |                  |
|        |                  |     |                        | Судья: Г.Фепонов |

| 18 авг | «Динамо» | 3:1 | «Победа коммунизма» | «Динамо»        |
|        |          |     |                     | Судья: А.Черный |

| 18 авг | Володарский район | 2:1 | «Володарское» | Поле Володарского района |
|        |                   |     |               | Судья: М.Окунь           |

| 18 авг | «Красный выборжец» | 2:1 | Петроградский район | Поле Петроградского района |
|        |                    |     |                     | Судья: В.Бутусов           |

| 25 авг | Выборгский район | 6:1 | Центральный район | Таврический сад  |
| |                  |     |                   | Судья: Б.Малинин |
| Выборгский район: Гусев - Еремеев, ... - А.Петров, М.Кононов, П.Бутусов - К.Егоров, М.Бутусов, Г.Архангельский, Антипов, Г.Зябликов |                  |     |                   |                  |

| 25 авг | «Красный путиловец» | 7:4 | «Победа коммунизма» | Поле «Победы коммунизма» |
|        |                     |     |                     | Судья: А.Северов         |

| 25 авг | КОР | 7:3 | «Володарское» | Поле Петроградского района |
|        |     |     |               | Судья: Баранов             |

| 25 авг | «Красный выборжец» | 6:2 | «Совторгслужащие» | Поле «Красного выборжца» |
|        |                    |     |                   | Судья: Федоров           |

| 25 авг | Василеостровский район | 7:2 | Петроградский район | Голодай          |
|        |                        |     |                     | Судья: Михельсон |

| 25 авг | «Динамо» | 5:4 | Володарский район | «Динамо»      |
|        |          |     |                   | Судья: Гофман |

| 27 авг | «Красный выборжец» | 3:2 | «Красный путиловец» |  |

| 29 авг | Василеостровский район | 4:3 | «Динамо» |  |

| 29 авг | Выборгский район | 4:0 | «Володарское» |  |

| 29 авг | Петроградский район | 5:2 | КОР |  |

| 29 авг | «Совторгслужащие» | 3:3 | Володарский район |  |

| 29 авг | Центральный район                    | 7:1 | «Победа коммунизма» |  |
|        | - П.Григорьев - Г.Иванов - Б.Шелагин |     |                     |  |

| 2 сен | «Красный путиловец» | 4:2 | Центральный район | Поле «Красного путиловца» |
|       | - Путиримов         |     |                   | Судья: А.Черный           |

| 2 сен | Выборгский район | 6:0 | КОР | Поле КОР         |
|       |                  |     |     | Судья: Г.Фепонов |

| 2 сен | «Совторгслужащие» | 2:1 | «Победа коммунизма» | Поле «Совторгслужащих» |
|       |                   |     |                     | Судья: Гофман          |

| 2 сен | Василеостровский район | 2:1 | «Володарское» |                  |
|       |                        |     |               | Судья: А.Северов |

| 2 сен | «Динамо» | 5:3 | «Красный выборжец» | Поле «Красного выборжца» |
|       |          |     |                    | Судья: Евдокимов         |

| 2 сен | Володарский район                              | 3:1 | Петроградский район | Поле Петроградского района |
| | - Пав.Григорьев (1:0)′ - Ремизов (2:0)′ (пен.) |     |                     | Судья: Баранов             |
| Володарский район: Савинцев - ... Ремизов, Емельянов , Пав.Григорьев ... · Петроградский район: А.Рябов - Иванов, Быков - Гуськов , Батырев, В.Систонен - Казанович, Судаков, Д.Родионов, А.Штукин, Казун |                                                |     |                     |                            |

| 4 сен | «Красный выборжец» | 6:1 | «Победа коммунизма» | Поле «Красного выборжца» |
|       |                    |     |                     | Судья: В.Бутусов         |

| 4 сен | Выборгский район | 6:2 | Петроградский район | Поле Петроградского района |
| |                  |     |                     | Судья: В.Быстров           |
| Выборгский район: Гусев - Еремеев, Ежов - А.Петров, М.Кононов, П.Бутусов - К.Егоров, М.Бутусов, Г.Архангельский, Антипов, Г.Зябликов |                  |     |                     |                            |

| 5 сен | Центральный район | 6:0 | «Володарское» |                 |
|       | - П.Григорьев     |     |               | Судья: А.Черный |

| 5 сен                                                  | Володарский район | 3:1 | «Красный путиловец» | Поле Володарского района          |
|                                                        |                   |     |                     | Зрителей: 3000 Судья: Е.Михельсон |
| «Красный путиловец»: ... Воног 20', Болотников 25' ... |                   |     |                     |                                   |

| 5 сен | «Динамо» | 5:1 | КОР | «Динамо»         |
|       |          |     |     | Судья: Л.Матвеев |

| 5 сен | Василеостровский район | 3:0 | «Совторгслужащие» | Поле «Совторгслужащих» |
|       |                        |     |                   | Судья: К.Мелихов       |

| 12 сен | Выборгский район                                | 3:3 | «Динамо»                                           | Удельнинский парк |
| | - Г.Архангельский 46′ (2:1)′ - М.Бутусов (3:1)′ |     | - 7′ А.Богданов - (3:2)′ (пен.) А.Васильев - 89′ ? | Зрителей: 3000    |
| Выборгский район: Гусев - Еремеев, Ежов - А.Петров, М.Кононов, П.Бутусов - К.Егоров, М.Бутусов, Г.Архангельский, Антипов, Г.Зябликов «Динамо»: Н.Соколов - Трутнев, В.Семёнов - А.Васильев, Феоктистов, Нежригайлов - Ф.Семёнов, Сидельников, Миронычев, С.Родионов, А.Богданов |                                                 |     |                                                    |                   |

| 12 сен | Василеостровский район | 2:2 | «Красный путиловец» |  |

| 12 сен | Володарский район | 4:1 | «Победа коммунизма» |  |

| 12 сен | Центральный район | 3:2 | «Красный выборжец» | Таврический сад |

| 12 сен | Петроградский район | 5:2 | «Володарское» |  |

| 12 сен                        | «Совторгслужащие» | 5:4 | КОР | Поле КОР |
| КОР: ... Новиков, Пузынин ... |                   |     |     |          |

### Финальный круг

#### Турнирная таблица
| № | Команды                           |    | 1    | 2   | 3   | 4    | 5   | 6   | В  | Н | П | М       | О  |
| - | --------------------------------- | -- | ---- | --- | --- | ---- | --- | --- | -- | - | - | ------- | -- |
|   | «Динамо»                          | 18 |      | 1:3 | 4:2 | 15:1 | 3:0 | 1:0 | 12 | 2 | 2 | 73 — 27 | 26 |
|   | Выборгский район «Унитас»         | 18 | 3:1  |     | 7:1 | 5:1  | 4:2 | 4:5 | 12 | 2 | 2 | 68 — 29 | 26 |
|   | Володарский район «Большевик»     | 16 | 2:4  | 1:7 |     | 3:0  | 2:2 | 1:2 | 8  | 3 | 5 | 45 — 34 | 19 |
| 4 | Василеостровский район «Коломяги» | 14 | 1:15 | 1:5 | 0:3 |      | 8:2 | 2:1 | 8  | 2 | 6 | 40 — 49 | 18 |
| 5 | «Красный путиловец»               | 14 | 0:3  | 2:4 | 2:2 | 2:8  |     | 2:2 | 6  | 4 | 6 | 42 — 44 | 16 |
| 6 | Центральный район «Меркур»        | 11 | 0:1  | 5:4 | 2:1 | 1:2  | 2:2 |     | 7  | 2 | 7 | 38 — 34 | 16 |

#### Матчи
| 25 сен | «Динамо» | 1:0 | Центральный район | Таврический сад  |
|        |          |     |                   | Судья: Г.Фепонов |

| 25 сен | «Красный путиловец» | 2:2 | Володарский район | Поле «Красного путиловца» |
|        |                     |     |                   | Судья: В.Быстров          |

| 25 сен | Выборгский район | 5:1 | Василеостровский район | Удельнинский парк |
|        |                  |     |                        | Судья: Малинин    |

| 26 сен | Центральный район               | 2:1 | Володарский район | Таврический сад  |
|        | - Барулин (1:0)′ - В.Исаков 55′ |     | - 70′ Евдокимов   | Судья: Г.Фепонов |

| 26 сен | Выборгский район | 4:2 | «Красный путиловец» | Поле «Красного путиловца» |
|        |                  |     |                     | Судья: Л.Матвеев          |

| 9 окт | Василеостровский район | 1:1 | «Динамо» | «Динамо» |
|       | - Кусков (1:0)′        |     |          |          |

| 3 окт | Василеостровский район | 2:1 | Центральный район |               |
|       |                        |     |                   | Судья: Гофман |

| 3 окт | Выборгский район | 7:1 | Володарский район | Поле Володарского района |
|       | - М.Бутусов      |     |                   | Судья: К.Мелихов         |

| 3 окт | «Динамо» | 3:0 | «Красный путиловец» | Поле «Красного путиловца» |
|       |          |     |                     | Судья: В.Быстров          |

| 10 окт | Центральный район                                                          | 5:4 | Выборгский район                                  | Удельнинский парк               |
| | - В.Исаков 6′ - М.Сергеев 20′ (пен.) 84′ - Г.Иванов ~30′ - П.Григорьев 87′ |     | - 1′ (пен.) (2:3)′ (пен.) (3:3)′ (3:4)′ М.Бутусов | Зрителей: 5000 Судья: В.Быстров |
| Центральный район: Данилевич - Скобелев, М.Сергеев - Реш, А.Столяров ~70', М.Михельсон - Барулин, П.Григорьев, Г.Иванов, Б.Шелагин, В.Исаков · Выборгский район: Гусев - Еремеев, Ежов - А.Петров, М.Кононов, П.Бутусов - К.Егоров, М.Бутусов, Г.Архангельский, Антипов, Г.Зябликов |                                                                            |     |                                                   |                                 |

| 10 окт                                                              | «Динамо» | 4:2 | Володарский район | Поле Володарского района |
|                                                                     |          |     |                   | Судья: Е.Михельсон       |
| «Динамо»: ... Феоктистов ... · Володарский район: ... Емельянов ... |          |     |                   |                          |

| 10 окт | Василеостровский район | 8:2 | «Красный путиловец» | Поле «Красного путиловца» |
|        |                        |     |                     | Судья: Б.Малинин          |

| 17 окт | Центральный район                         | 2:2 | «Красный путиловец»               | Таврический сад  |
| | - П.Григорьев ~5′ - М.Сергеев ~60′ (пен.) |     | - 57′ П.Казаринов - 75′ Д.Киселев | Судья: В.Быстров |
| Центральный район: Данилевич - Скобелев, М.Сергеев - Реш, Строков, М.Михельсон - Барулин, П.Григорьев, Г.Иванов, Б.Шелагин, В.Исаков |                                           |     |                                   |                  |

| 17 окт | Выборгский район                   | 3:1 | «Динамо»            | «Динамо»        |
| | - Антипов 20′ ~30′ - М.Бутусов 47′ |     | - (1:3)′ С.Родионов | Судья: А.Черный |
| Выборгский район: Гусев - Еремеев, Ежов - А.Петров, М.Кононов, П.Бутусов - К.Егоров, М.Бутусов, Г.Архангельский, Антипов, Г.Зябликов «Динамо»: Н.Соколов - ... А.Васильев, С.Родионов, А.Богданов ... |                                    |     |                     |                 |

| 17 окт                                                                                                  | Володарский район | 3:0 | Василеостровский район | Стадион им.Ленина |
| |                   |     |                        | Судья: Гофман     |
| Володарский район: ... А.Корнилов ... · Василеостровский район: ... Г.Гостев, Эд.Эммерих, Н.Никонов ... |                   |     |                        |                   |

| 24 окт | «Динамо» | 15:1 | Василеостровский район |  |

#### Матч «чемпион — сборная»
| 31 окт | Сборная                                                                        | 6:4 | «Динамо» | Стадион им.Ленина                 |
| | - М.Бутусов (1:1)′ (2:1)′ (3:3)′ (пен.) (4:3)′ (5:3)′ (пен.) - Г.Иванов (6:4)′ |     |          | Зрителей: 2000 Судья: Е.Михельсон |
| Сборная: Савинцев - Г.Гостев, Ежов - П.Бутусов, Воног, И.Хухтинен - П.Григорьев, М.Бутусов, Г.Иванов, Кусков, Усов |                                                                                |     |          |                                   |

### Клубный зачет

#### Победители в «младших» командах
- II команды — Центральный районII
- III — Центральный районIII
- IV — Выборгский районIV

#### «Клубный зачет»
- Победитель — Выборгский район (93 очка)[25]
- 2 место — Центральный район (93)
- 3 место — «Динамо» (75)[7][4]

## Минорные соревновательные уровни
Победители в турнирах главных команд и в «клубном зачёте»
| Класс «Б» | Класс «В» | Класс «Г» |
| I команды | I команды | I команды |
| --- | --- | --- |
| - 1. «Красный выборжец» - 2. Петроградский район - 3. «Победа коммунизма» - 4. «Совторгслужащие» - 5. КОР - 6. Володарское | - 1. Пролетарский завод - 2. Сестрорецк - 3. Урицкое - 4. Эстонский клуб - 5. Клуб им.Ильича - 6. «Паркоммуна» | - 1. «Красный путь» - 2. Троцк - 3. «Красная заря» - 4. Завод им. Карла Маркса - 5. Стадион - 6. Электростанция № 2 |
| «Клубный зачёт» | | |
| - 1. Петроградский район                                                                                                   | - 1. Пролетарский завод                                                                                        | - 1. Троцк |

## Комментарии
1. ↑  Сразу после перехода, уточнив, видимо, условия своего пребывания в новом клубе, футболисты пожелали возвратиться обратно, что стало причиной тяжбы между клубами[8] — дошло даже, по мнению прессы, до скрытого саботажа со стороны игроков в матче весеннего первенства[9]. Тем не менее, к осени футболисты выступали в составе; лишь А.Мурашёв после не понятной до конца цепи событий мая 1926 года (выступление за сборную Москвы 15 мая против ленинградцев, будучи игроком ленинградского клуба — при этом московская и ореховская пресса называет его игроком команды «Красное Орехово»[10]); затем получения 19 мая серьёзной травмы в контрольном матче с «Динамо»[11] и появления лишь поздней осенью в составе аж IV команды Выборгского района[12] заметного участия в чемпионате не принял.
2. ↑  Многие игроки Выборгского РСК (в частности, братья Бутусовы, К.Егоров, П.Антипов, Е.Архангельский, П.Гусев и другие) одновременно являлись членами профсоюза пищевиков и выступали за сборную этого союза, называвшуюся «Пищевкус»; они дважды выигрывали в составе этой команды первенство профсоюзов города в 1925 и 1926 годах[14].